# Owen Joyner
Owen Patrick Joyner (Oklahoma, 19 de julho de 2000) é um ator e músico estadunidense. É mais conhecido por interpretar Crispo Powers na série da Nickelodeon 100 Things to Do Before High School (2014–2016), Arc em Knight Squad (2018–2019) também da Nickelodeon e Alex em Julie and the Phantoms (2020), da Netflix.

## Vida e carreira
Joyner nasceu em 19 de julho de 2000 na cidade de Norman, cerca de 35 km ao sul de Oklahoma, filho de Mike Joyner e Dinah Joyner e cresceu com seus três irmãos Hannah, Hayden e Luka. Enquanto Luka, o mais velho dos quatro filhos, e Owen têm o mesmo pai, os dois filhos mais novos, Hannah e Hayden, vêm do relacionamento posterior da mãe com Ryan Curtis Gantz. Sua mãe, Dinah, é de Hamburgo, onde se formou na escola comercial e empresarial estadual em Wendenstrasse antes de emigrar para os Estados Unidos. Depois de se formar na Escola de pós-graduação da Universidade de Oklahoma, ela frequentou uma escola de enfermagem no Oklahoma City Community College e, em seguida, trabalhou para a Floran Technologies Inc. em Oklahoma City. Além do inglês, Owen também cresceu falando alemão. Ele começou a atuar por acaso enquanto assistia à apresentação de um amigo no Sooner Theatre, onde chamou a atenção de um diretor de teatro que o convidou para um teste para sua próxima produção. Depois que ele foi levado para o referido papel, embora ele próprio não quisesse aparecer no elenco, ele começou em várias peças e musicais locais. Ele interpretou o papel de Nate Jonas no musical Camp Rock e também foi Tom Marlowe no musical Good News'. 'Ele teve outras aparições como cantor e dançarino em um show de Natal organizado pela Orquestra Sinfônica Filarmônica de Oklahoma City e deu vida ao Homem de Lata em uma produção de O Mágico de Oz.
Com os Young Producers, ele também estrelou as peças How to Success... e Urinetown e interpretou Brandon em Roommates pela Cast & Crew Productions. Ele fez um comercial para o Departamento de Turismo e Recreação de Oklahoma com a produtora cinematográfica local de Broken Arrow, Epoxy Films. Depois de encontrar um agente, ele se mudou para Los Angeles para se concentrar em sua carreira no cinema e na televisão e acabou sendo escalado com sucesso para a série da Nickelodeon 100 Things to Do Before High School. A série foi ao ar de novembro de 2014 à fevereiro de 2016, onde Joyner fez parte do elenco principal interpretando Christian "Crispo" Powers, um menino de 12 anos que jurou ser o melhor amigo de CJ (Isabela Moner) depois que ela o salvou de engasgar com seu cavalo de pelúcia no jardim de infância. Enquanto isso, em dezembro de 2015, apareceu no especial de natal da Neckelodeon Ho Ho Holiday Special'.
Em maio de 2017 foi escolhido pela Nickelodeon para fazer o papel principal em Knight Squad como Arc, um adolescente que sempre sonhou em ser um cavaleiro para salvar sua terra, até que consegue ir para Astoria, reino cujo ele não é bem-vindo, mas com a ajuda da princesa ele consegue entrar no Esquadrão Phoenix, e assim seguir junto com seus amigos para se tornarem cavaleiros. A série teve sua estreia em fevereiro de 2018 e chegou ao fim em abril de 2019, com duas temporadas. Em novembro de 2017, antes da estreia de Knight Squad, interpretou Heinrich Hiddenville III no 15º episódio da quarta temporada de The Thundermans. Em fevereiro de 2019, apareceu no episódio crossover de Henry Danger "Knight & Danger".
Em setembro de 2020, a série Julie and the Phantoms estreou na Netflix com Joyner no elenco principal como o baterista Alex Mercer. Alex é uma pessoa muito ansiosa, que começou a tocar bateria para ajudá-lo a relaxar. Sobre seu personagem ser um baterista abertamente gay, Joyner declarou: "A maneira como Alex lida com seus problemas - incluindo encontrar aceitação de sua família escolhida, em vez de sua família dada - é uma coisa legal para as crianças verem. Você também tem seus amigos e pode confiar neles". Também gravou diversas canções para a trilha sonora da série, como "Now or Never" e "Stand Tall", além de outras faixas.

## Filmografia
| Título                        | Ano  | Papel                       | Notas                            |
| ----------------------------- | ---- | --------------------------- | -------------------------------- |
| Ho Ho Holiday Special         | 2015 | Maçã                        | Especial de natal da Nickelodeon |
| The Veil                      | 2017 | Garoto da tribo da montanha | Aparição                         |
| Final Destination: Bloodlines | 2025 | Bobby Campbell              | Elenco principal                 |

| Título                              | Ano       | Papel                     | Notas                           |
| ----------------------------------- | --------- | ------------------------- | ------------------------------- |
| 100 Things to Do Before High School | 2014–2016 | Christian "Crispo" Powers | Elenco principal                |
| The Thundermans                     | 2017      | Heinrich Hiddenville III  | Episódio: "Save the Past Dance" |
| Knight Squad                        | 2018–2019 | Arc                       | Elenco principal                |
| Henry Danger                        | 2019      | Arc                       | Episódio: "Knight & Danger"     |
| Julie and the Phantoms              | 2020      | Alex Mercer               | Elenco principal                |

## Discografia

### Álbuns de trilha sonora
| Título                                                         | Detalhes | Melhores posições nas paradas | Melhores posições nas paradas | Melhores posições nas paradas | Melhores posições nas paradas | Melhores posições nas paradas | Melhores posições nas paradas |
| Título                                                         | Detalhes | AUS                           | BEL (FL)                      | FRA                           | NLD                           | NZ                            | US                            |
| -------------------------------------------------------------- | --- | ----------------------------- | ----------------------------- | ----------------------------- | ----------------------------- | ----------------------------- | ----------------------------- |
| Julie and the Phantoms: Music from the Netflix Original Series | - Lançamento: 10 de setembro de 2020 - Gravadora: Maisie Music Publishing - Formatos: CD, download digital, streaming | 35                            | 47                            | 182                           | 57                            | 36                            | 163                           |

## Prêmios e indicações
| Ano  | Prêmio                | Categoria                                            | Trabalho nomeado                                                      | Resultado | Ref.   |
| ---- | --------------------- | ---------------------------------------------------- | --------------------------------------------------------------------- | --------- | ------ |
| 2021 | Tell-Tale TV Awards   | Favorite Actor in a Cable or Streaming Comedy Series | Julie and the Phantoms                                                | Venceu    | [ 18 ] |
| 2021 | MTV Movie & TV Awards | Best Musical Moment                                  | "Edge of Great" (com Madison Reyes, Charlie Gillespie e Jeremy Shada) | Venceu    | [ 19 ] |

## Ligações Externas
- Owen Joyner no X
- Owen Joyner no Instagram